# 麦飯

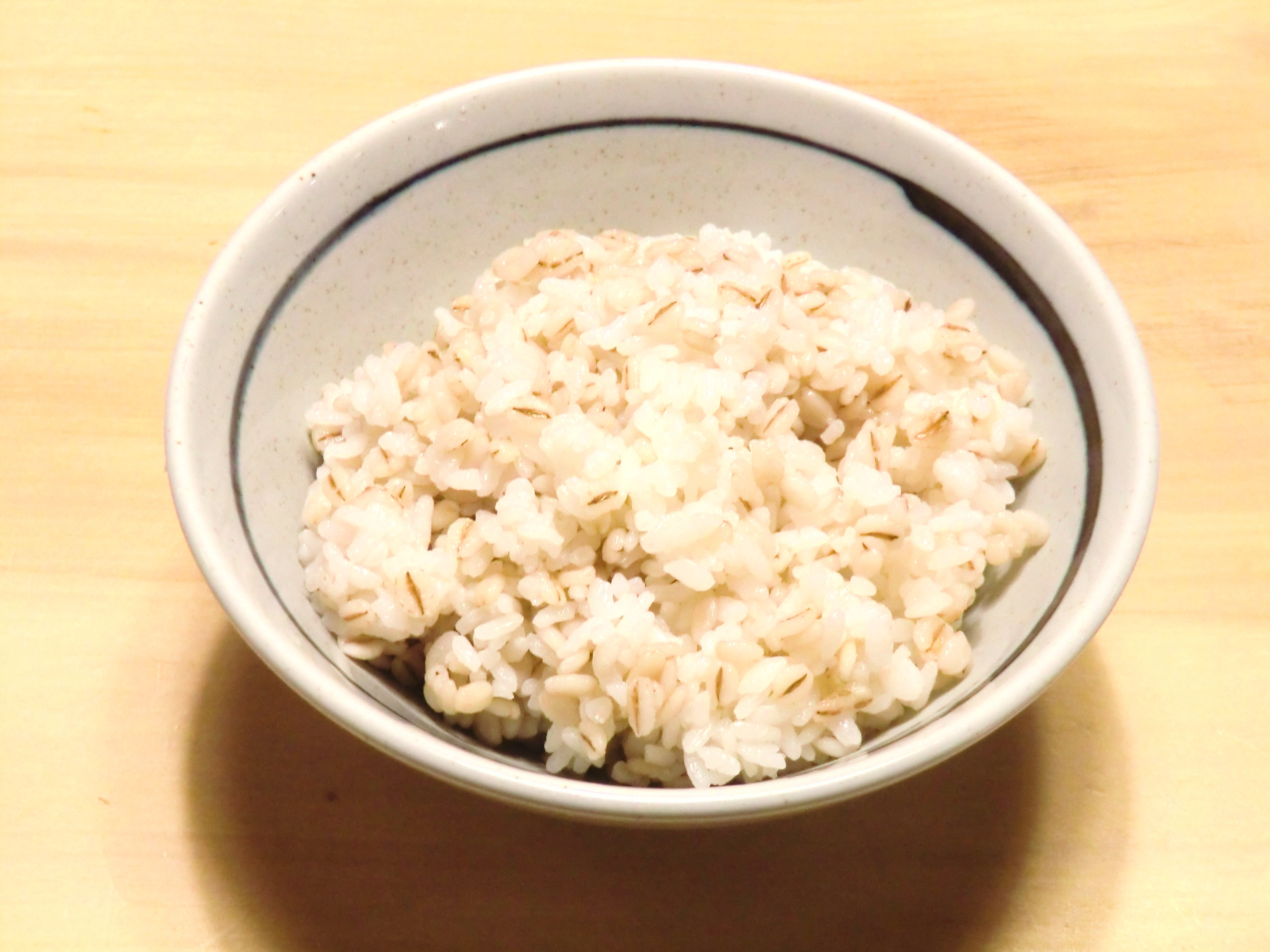
米と混ぜて炊いた麦飯

麦飯（むぎめし、むぎいい、ばくめし、ばくはん）は、大麦や裸麦などの麦だけで、あるいは米と混ぜて炊いた飯。麦ご飯（むぎごはん）、バクシャリともいう。夏の季語。

## 歴史
日本人の古来よりの主食は米と考えられてきたが、実際の日常食は麦飯やかて飯、あるいはアワ、ヒエなど米以外の穀物のみを炊飯したものが普通だった。
白米だけの飯は、都市部以外では祝祭時のみ炊かれるもので、東京都を例にとると、東京都区部のうち山の手と下町では、普段でも白米飯を食べていたが、その外側の畑作地帯では、陸稲米を2割から3割程度混ぜた麦飯を食べていた。現在は住宅地になっている杉並区では大正時代から少しずつ蔬菜の栽培が増加し、都市近郊の野菜栽培農家に転換したが、それ以前は稗などの穀物を栽培し、日常食は稗と麦で、米は少し入れるだけだった。
米所であっても麦飯の需要が多い地域もあり、藩政時代から米で栄えた仙台では精麦会社の関兵精麦が大きな利益を得ていた。
米の乏しい畑作地帯では、これにさらにヒエやアワなど雑穀を加えたり、雑穀と大麦のみで作るような麦飯も、かつては見られた。
米と麦の比率については、明治・大正時代までは、麦のみの麦飯もあったが、米2麦8の混合率から次第に米3麦7、そして半々の半麦飯となり、戦後には米7麦3へとその比率が逆転した。
1939年（昭和14年）12月20日、警視庁は都内の百貨店の食堂に節米協力を要請。戦前の外食における麦の混用は、この時点で一般化した。
1940年（昭和15年）10月からは、東京都の家庭への配給米にも小麦の混入が行われるようになり一般家庭でも半ば強制的に麦飯を食べるようになった。
今日では、貧困から麦を食べることはなく、健康食品、あるいは麦とろ、牛タン定食、水軍鍋など特に麦飯と相性のよい食味を持つ献立に添えて、好んで食べられるように変化した。

## 調理
麦飯は米飯とは異なる独特の香りと、やや固めで粘りけの少ない食感をもつ。調理に際しては米との比率を好みによって調製する。麦を多くするほど米に由来する飯の粘り気が少なくなり、固い食感となる。麦は炊き上げるのに米よりも多くの水が必要なため、麦の量が増えるにしたがって米のみの場合よりも水を多めにする。
大麦は世界的には粗挽きにして粥に炊く、炒ったものを粉にして（はったい粉やツァンパ）熱湯や茶で練る、発芽させて麦芽とし、これを乾燥、粉砕してパンの材料や醸造原料とするという利用法が主体である。米と同様に粒の状態で炊飯する食べ方は、日本以外では朝鮮でみられる。ヨーロッパでは、大麦のみ、または大麦と米を混ぜてピラフとして炊いたものなどがみられる。

## 精麦

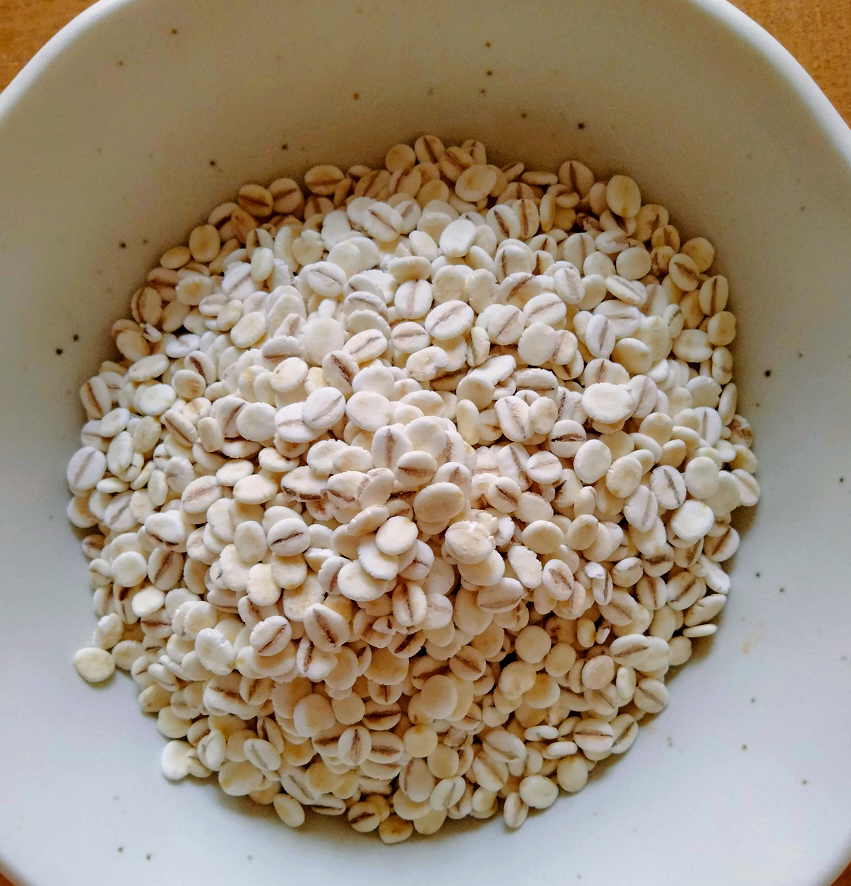
胚芽押麦

麦を精白したものを精麦という。麦粒は米に比べて煮えにくいので、先に丸麦を煮ておき、水分を捨てて粘り気を取り、米と混ぜて一緒に炊いた。これを「えまし麦」といい、湯取り法の一種である。また麦をあらかじめ煮る手間を省くため、唐臼や石臼で挽き割って粒を小さくした麦は、米と混ぜて炊くことができた。これを挽割麦という。これは主に農家の自家消費用であったが、明治十年頃からは一般にも販売されるようになった。
現在多く流通しているのはいわゆる「押し麦」であるが、これは麦を砕く代わりにローラーで平たく押しつぶし、煮えやすくしたものである。1902年（明治35年）に押し麦が発明されたが、当初は麦を石臼にかけ、手押しのローラーで押して天日で干す手作業で製造していた。
1913年（大正2年）、発明家の鈴木忠治郎が麦の精殻・圧延機を開発し、精麦過程が機械化された。さらに鈴木は精麦機械の改良に取り組み、この「鈴木式」精麦機を備えた工場が各地に設立されて、精麦の大量生産体制が整った。
昨今ではさまざまな精麦が開発されている。
丸麦
大麦の外皮を取り除き、精白した状態そのままのもの。
押麦
精白した大麦（精白粒）を蒸気によって柔らかくし加熱圧扁したもの。粒の真ん中に黒条が残る。麦とろに良く用いられる。
切断麦
黒条（中央の線）に沿って半分に切断したもの。切断後に加圧の加工を行わない無圧扁切断麦（米粒麦）と加熱圧扁した白麦がある。
ビタバァレー
押麦にビタミンB1、ビタミンB2を添加したもの。「ビタ」は「ビタミン」、「バァレー」は大麦の英語「Barley」の意味。
- 胚芽押麦

## 粗食としての麦飯
麦飯は、かつては米より食味で劣り、かつ安価で流通していたため、粗食であり、貧民の食物という社会的な観念があった。そのため吉田茂内閣の池田勇人大蔵大臣の答弁（「所得に応じて、所得の少ない人は麦を多く食う、所得の多い人は米を食うというような、経済の原則に副（そ）った方へ持って行きたいというのが、私の念願」）が「貧乏人は麦を食え」の見出しで新聞に掲載され、物議を醸した。しかしその優れた栄養価から、徳川家康や昭和天皇は麦飯を主食とした（なお、当該発言をした池田自身も麦飯を常食していた）。
日本の刑務所では、近代の懲役刑の導入とともに麦飯が導入され、米:麦=7:3の比率のものが標準とされている。俗に刑務所の食事を「臭いメシ」と呼び、刑務所に収監されること自体を「臭いメシを喰う」と表現することがあるが、これはかつては刑務所の食事が低予算の関係から非常に質が悪く、また終戦後など食料事情の悪い時代には南京米の、本当に臭気のする飯が服役者に出されていたことによる。

## 健康食としての麦飯

### 栄養価
健康食品として食べられるのは、大麦は米と比べて食物繊維、タンパク質、ビタミンを多く含むためである。江戸時代に江戸や大坂では精白された白米が普及し、その結果としてビタミン不足から脚気が大流行したのは有名な話だが、原因は白米の食味の良さを喜んだ民衆の偏食だけでなく、大都市の燃料問題にもあった。燃料としての薪が周辺の山野で無料かつ簡単に手に入る農村や山村と異なり、薪も金を出して買わなくてはならない大都市において、庶民が燃料費を節約するため煮えにくい玄米や丸麦を避け、主食を白米のみに依存した結果、脚気の流行を招いた側面もある。
また、日露戦争時の大日本帝国軍において、白米のみの飯を兵食の主食とした陸軍が多数の脚気による戦病死者を出したのに対し、麦飯を採用した海軍では脚気の発生を阻止したことはよく知られている。ただ、海軍においても麦飯の食味を嫌って麦を捨ててしまう烹炊兵は少なからずおり、その後の戦争では脚気禍が何度も発生している。

### 糖尿病との関係
2005年（平成17年）8月に、秋田市で開催された第46回日本人間ドック学会学術大会に於いて、2型糖尿病患者の血糖値が、刑務所服役中に著明に改善した事例が発表された。福島刑務所医務課の日向正光（精神科医）は、受刑者の栄養摂取量が日本人の平均と同等以上であることや、運動量がそれほど多くはないのにも拘らず、インスリンで治療していた17人のうち5人が注射をやめることができ、経口血糖降下薬で治療していた34人についても17人が服薬を中止できたことを踏まえて、刑務所の主食が今どき珍しい『麦飯』であることに着目した。
米7麦3の飯を毎日食べることで、食物繊維、とりわけ水溶性の食物繊維の摂取量が多くなり、糖代謝の改善につながったのではないかと考えた。受刑者は平均的日本人男性の2倍の食物繊維を摂取し、水溶性食物繊維は5倍摂っているという。「規則正しい生活習慣と麦飯などの高食物繊維食で、十分な糖尿病の治療効果がもたらされる可能性がある」としている。
ラットの動物実験で、大麦食の血糖上昇抑制効果が認められているが、グルコースの吸収速度が遅くなるのが理由ではないかとしている。